# Haystack (software)
Haystack era un programma mai completato destinato all'offuscamento del traffico di rete e alla crittografia.
È stato promosso come strumento per aggirare la  Censura di Internet in Iran.

Poco dopo il rilascio della prima versione di prova, i revisori hanno concluso che il software non è stato all'altezza delle promesse fatte circa la sua funzionalità e la sicurezza, e lascerebbe i computer degli utenti più vulnerabili.

## Storia
Haystack è stato annunciato nel contesto dell'onda percepita dell'Attivismo Internet nel corso delle proteste per le elezioni iraniane del 2009.
Ci fu una grande quantità di montatura che circonda il progetto Haystack. La serie televisiva Rivoluzione Virtuale della BBC mette in evidenza il software nel contesto dei tentativi di aggirare il software di blocco della rete in Iran.

## Chiusura
Le dimissioni dell'unico programmatore sul progetto, Daniel Colascione, ha concluso efficacemente lo sviluppo del progetto Haystack.
 Il sito web del progetto è ormai defunto.